# Савченко Вікторія Костянтинівна
Вікторія Костянтинівна Савченко (17 лютого 1995, Енергодар, Запорізька область) — українська волейболістка, догравальний. Майстер спорту України.

## Із біографії
У дитинстві займалася в художній школі. В 11 років прийшла до волейбольної секції (перший тренер - Олександр Раєвський). Через рік переїхала до Запорізького спортінтернату, де її тренерами були Любов Миколаївна і Віктор Васильович Перебийніс. Навчалася в Запорізькому національному університеті (факультет «Фізичне виховання та спорт»). Виступала за запорізьку «Орбіту». Віцечемпіонка і бронзова медалістка першостей України, фіналіста двох розіграшів кубка України. Краща догравальниця Суперліги і найрезультативніша волейболістка в сезоні 2020/2021 (357 набраних очок). Майстер спорту України.

## Досягнення
Чемпіонат України
 Друге місце (2): 2016, 2019
 Третє місце (4): 2013, 2014, 2015, 2021
Кубок України
 Друге місце (2): 2016, 2019

## Статистика
У міжнародних клубних турнірах:
| Сезон   | Клуб     | Турнір        | Ігри | Сети | Очки | Ср.  | Примітки |
| ------- | -------- | ------------- | ---- | ---- | ---- | ---- | -------- |
| 2018-19 | «Орбіта» | Кубок виклику | 2    | 8    | 14   | 1,75 |          |
| 2019-20 | «Орбіта» | Кубок ЄКВ     | 2    | 6    | 13   | 2,17 |          |
| Всього  | Всього   | Всього        | 4    | 14   | 27   | 1,92 |          |

- Ср. — середній показник результативності за один сет.